# Henryk Szutko
Henryk Szutko (ur. 15 stycznia 1942, zm. 29 sierpnia 1995) – polski lekkoatleta, mistrz Polski.

## Życiorys
Był zawodnikiem Startu Lublin (do 1963), Startu Elbląg (1964-1966) i Calisii.
Na mistrzostwach Polski seniorów wywalczył trzy medale: dwa złote w biegu przełajowym (1967 (12 km), 1968 (12 km)) i brązowy w biegu na 10 000 metrów w 1966.
W latach 1966–1969 reprezentował Polskę w siedmiu meczach międzypaństwowych (jedno zwycięstwo indywidualne w meczu z RFN w 1967 na 10 000 metrów).
Po zakończeniu kariery wyjechał do Białej Podlaskiej, gdzie zmarł w zapomnieniu.
Rekordy życiowe:
- 1500 metrów: 3:50,2 (2.07.1967)
- 3000 metrów: 8:08,8 (10.09.1967)
- 5000 metrów: 13:58,2 (4.08.1968)
- 10 000 metrów: 29:01,4 (17.06.1967)